# Clinocentrus kalmyk
Clinocentrus kalmyk är en stekelart som beskrevs av Sergey A. Belokobylskij 1995. Clinocentrus kalmyk ingår i släktet Clinocentrus och familjen bracksteklar. Inga underarter finns listade i Catalogue of Life.